# 古斯塔夫·格奈斯
古斯塔夫·格奈斯（德語：Gustav Gerneth，1905年10月15日—2019年10月21日）是一位德國人瑞，1905年出生於德意志帝國什切青（現波蘭），2019年去世，年齡為114歲零6天。

## 生平
早年在一家船運公司和一家煤氣廠工作。二戰期間是德國空軍的機械師，1930年迎娶夏洛特·格魯伯特（Charlotte Grubert），兩人育有三子; 她於 1988 年去世。他在薩克森-安哈爾特的哈弗尔贝格生活了四十多年，且獨自生活。根據孫女在他113歲生日時發表的一份聲明——他仍然頭腦清醒，看足球，解字謎，做心算，當被問及他長壽的原因時，他說:「我一直生活和吃很好。不挑食，從不吃人造奶油。我從沒碰過任何香煙，只在慶祝活動上喝酒。」格奈斯於2019年10月21日死於自然原因，據信是世界上最年長的人之一，儘管老人学研究组织和吉尼斯世界紀錄尚未證實他的情況。

## 延伸閱讀
- 野中正造
- 渡边智哲